# Jakub Vojtuš
Jakub Vojtuš (Spišská Nová Ves, 22 ottobre 1993) è un calciatore slovacco, attaccante dell'Unirea Slobozia.

## Carriera

### Nazionale
Ha giocato nella nazionale slovacca Under-21.

## Palmarès

### Club

#### Competizioni nazionali
- Campionato slovacco: 1

Žilina: 2009-2010
- Campionato rumeno: 1

CFR Cluj: 2020-2021
- Indian Super League: 1

Mumbai City: 2023-2024

#### Competizioni giovanili
- Campionato Primavera: 1

Inter: 2011-2012